# Hoehwa-myeon
Hoehwa-myeon (koreanska: 회화면) är en socken i kommunen Goseong-gun i provinsen Södra Gyeongsang i den södra delen av Sydkorea, 305 km söder om huvudstaden Seoul.